# Liste des béatifications prononcées par Léon XIV
Cette page dresse la liste des personnes béatifiées par le pape Léon XIV.
C'est au terme d'un procès canonique sur la vie de celui mort en réputation de sainteté, puis au terme d'un procès sur un miracle lui étant attribué, qu'il revient au pape de décréter, par un bref pontifical, la béatification.
La messe de béatification en elle-même est en général présidée par le cardinal préfet du Dicastère pour les causes des Saints. La  béatification se veut locale. C'est l'étape de la canonisation qui étend le culte du nouveau bienheureux à toute l'Église universelle. C'est la raison pour laquelle les messes de béatifications sont célébrées dans le pays où le bienheureux a vécu.
En accédant à la charge pontificale le 8 mai 2025, le pape Léon XIV hérita de plusieurs béatifications décrétées par son prédécesseur, qu'il célébrera au cours des prochains mois. À l'heure actuelle, le pape Léon XIV a décrété la béatification de 19 personnes. Quatre cérémonies ont été célébrées dans 4 pays différents (4 européens).

## 2025
| N° | Image | Bienheureux                                | Date de la béatification | Lieu               | Informations |
| -- | ----- | ------------------------------------------ | ------------------------ | ------------------ | --- |
| 1. |       | Camille Costa de Beauregard                | 17 mai 2025              | Chambéry, France   | (1841-1910), prêtre français. Il se dépensa beaucoup au service des ouvriers et de la jeunesse abandonnée à Chambéry, où il fonda un orphelinat et une œuvre d'éducation.                                                       |
| 2. |       | Stanisław Streich                          | 24 mai 2025              | Poznań, Pologne    | (1902-1938), prêtre polonais, tué par un assassin communiste alors qu'il célébrait la messe avec la participation d'enfants dans l'église Saint-Jean-Bosco, à Luboń.                                                            |
| 3. |       | Christophora Klomfass et 14 compagnes (pl) | 31 mai 2025              | Braniewo, Pologne  | (+ 1944), religieuses allemandes, martyres. Elles furent séquestrées et torturées jusqu'à la mort par les soviétiques à cause de leur état religieux. Leurs vêtements et tous leurs signes religieux furent également profanés. |
| 4. |       | Floribert Bwana Chui                       | 15 juin 2025             | Rome, Italie       | (1981-2007), jeune laïc congolais, fonctionnaire, martyr « de l'honnêteté et de l'intégrité morale » pour avoir refusé de laisser entrer dans le pays des denrées avariées et des pots-de-vin.                                  |
| 5. |       | Licarione May                              | 12 juillet 2025          | Barcelone, Espagne | (1870-1909), religieux espagnol, frère des Écoles chrétiennes, martyr à Barcelone |

## À venir

### Dates définies
| N° | Image | Futur bienheureux               | Date de la béatification | Lieu                 | Informations |
| -- | ----- | ------------------------------- | ------------------------ | -------------------- | --- |
| 1. |       | Eduard Profittlich              | 6 septembre 2025         | Tallinn, Estonie     | (1890-1942), archevêque en Lituanie, martyr |
| 2. |       | Mária Magdolna Bódi             | 6 septembre 2025         | Veszprém, Hongrie    | (1921-1945), laïque et martyre de la pureté hongroise. |
| 3. |       | Petro Oros                      | 27 septembre 2025        | Moukatchevo, Ukraine | (1917-1953), évêque ukrainien et martyr. |
| 4. |       | Carmelo de Palma                | 15 novembre 2025         | Bari, Italie         | (1876)-(1961), prêtre italien, remarquable confesseur dans la Basilique Saint-Nicolas de Bari, convertissant les pécheurs et exemple de vie sacerdotale.                                                                |
| 5. |       | François Xavier Trương Bửu Diệp | 12 mars 2026             | Cần Thơ, Vietnam     | (1897-1946), prêtre vietnamien, martyr. Sous la persécution communiste, il offrit sa vie en échange de 70 de ses paroissiens avec lesquels il avait été arrêté pour la foi ; il fut alors affreusement mutilé puis tué. |

### Sans dates définies
Cette liste dresse les futurs bienheureux dont le décret de béatification a été signé par le pape François, et qui sera rendu effective par la célébration solennelle d'une messe pontificale au nom de Léon XIV, dont la date reste à définir :
- Elia Comini (1910-1944), prêtre salésien italien, martyr
- Pedro de Corpa et 4 compagnons († 1597), missionnaires franciscains espagnols, martyrs aux États-Unis.
- Eliswa Vakayil (en) (1831-1913), religieuse indienne et fondatrice de carmels
- Nazareno Lanciotti (1940-2001), missionnaire au Brésil, apôtre marial, martyr